# Elfquest
Elfquest (auch ElfQuest) ist eine umfangreiche, in verschiedene Zyklen gegliederte Fantasy-Comicserie des Ehepaars Wendy Pini und Richard Pini, die seit 1978 erst im Selbstverlag bei WaRP Graphics und später ab 2003 bei Marvel und DC Comics erschien.
Die Serie handelt von den epischen Abenteuern eines Elfenstamms, der von Menschen aus seinem Wald vertrieben wird und die Welt nach seinesgleichen absucht. Parallel dazu wird die Entwicklungsgeschichte der Menschen von der Steinzeit bis in das Weltraumzeitalter dargestellt.
In Deutschland erschienen die Hefte zuerst bei Bastei unter dem Serientitel Abenteuer in der Elfenwelt, später bei Carlsen. Die neueren Bände liefen auch im Deutschen unter dem Reihentitel Elfquest. Die älteren Bände wurden von dem bekannten deutschen Fantasy-Autor Wolfgang Hohlbein ins Deutsche übersetzt.

## Handlung
Der Stamm der Wolfsreiter – kleinwüchsige, langohrige Elfen – lebt mit seinen Verbündeten, den Wölfen, in einem gewaltigen Urwald auf einem erdähnlichen Planeten mit zwei Monden. Als die steinzeitlichen Menschen aus Hass den Wald in Brand stecken, fliehen der Anführer Schnitter und sein Stamm in die Höhlen der Trolle, mit denen die Elfen eine alte Hassliebe verbindet. Doch die neidischen Trolle locken sie in eine verdorrte Wüste und schneiden ihnen den einzigen Rückweg ab. Tagelang irren die verzweifelten und an die Hitze nicht gewöhnten Wolfsreiter durch das leere, von der Sonne verbrannte Land, bis sie auf ein anderes Elfenvolk treffen: Das Sonnenvolk, welches im Sonnendorf, das auch Sorgenend genannt wird, lebt. Die ackerbauernden Sonnendörfler sind sehr viel friedliebender und langlebiger, auch können sie viele Eigenarten ihrer scheinbar primitiven Elfenverwandten nicht nachvollziehen.
Schnitter entführt die schöne Leetah, da er dem fremden Stamm nicht traut, wie er es bei den Trollen getan hat. Als er sie ansieht, „erkennt“ er sie. Diese ursprüngliche Art der Partnerfindung, bei der zwei Elfen zueinanderfinden, um ihren Nachwuchs mit den besten Eigenschaften auszustatten, ist dem Sonnenvolk (und somit auch Leetah) unbekannt, da sie ihre Partner aus Liebe erwählen. Das Sonnenvolk kann die Wolfsreiter überzeugen, dass von ihnen keine Gefahr ausgeht und auch viele der ausgezehrten Krieger sind froh über den Frieden, den sie in Sorgenend finden. Durch die Entführung lehnt Leetah jedoch Schnitters animalische Seite und seine in ihren Augen unkulturelle Art ab, obwohl sie in seiner Nähe stets seinen Seelennamen TAM verspürt, doch kann sie damit nichts anfangen. Schnitter dagegen leidet unter dem nicht erwiderten Erkennen. Es braucht einige heftige Streits und ein Duell mit Leetahs Jugendfreund und Verehrer Rayek, bis die beiden Elfen zueinanderfinden. Sie werden zu Gefährten und bekommen zwei Kinder, den blonden Sonnenstrahl und die rothaarige Fünkchen. Rayek entzieht sich aus verletztem Stolz dem Sonnenvolk, das auf ihn als ihrem Jäger und Versorger angewiesen war.
Als Hinweise auf Unruhen in der Welt der Zwei Monde auftauchen, brechen zunächst nur Schnitter und sein bester Freund Himmelweis, später fast der gesamte Stamm der Wolfsreiter mit ein paar Unterstützern aus dem Sonnenvolk auf, um weitere Elfenstämme zu suchen und ihre Völker gegen die Menschen zu vereinen. Bald schon stellen sie fest, dass es mehrere weitere Stämme gibt, von denen manche noch viel fremdartiger und feindseliger scheinen als die Menschen. Weiters ergründen sie das Geheimnis ihrer Herkunft. Die Wolfsreiter erfahren auch, dass ihre Urahnin um zu überleben die Gestalt eines Wolfes annahm und aus einer Verbindung der erste Wolfsreiter hervorging, der zwar die Kräfte und Sinne eines Wolfes, aber auch die Sterblichkeit vererbt bekam. Später, nach einem Konflikt mit der dunklen Elfe Winnowill und dem größenwahnsinnigen menschlichen Kriegsherrn Grohmul Djunn um das Urerbe ihres Volkes – den schwebenden Palast aus Kristall, mit dem die Vorfahren der Elfen aus dem Weltraum auf diese Welt gekommen waren –, teilt sich der Stamm der Wolfsreiter auf, als deren Mitglieder ihre eigenen Aufgaben in der ihnen nun vergrößerten Welt suchen wollen.

## Elfquestin Deutschland

### Albenformat
Die Elfquest-Comicserie wurde in deutscher Sprache ab 1984 unter dem Titel Abenteuer in der Elfenwelt veröffentlicht. Die erste Edition im Bastei Verlag entspricht im Umfang ihrer einzelnen Bände fast immer den ersten 37 Bänden der amerikanischen Serie, doch wurden alle deutschen Geschichten von Beginn an stets vierfarbig – in den USA waren sie zunächst nur schwarzweiß – und leicht vergrößert als Album herausgebracht (1984–1992). Weiters gab es von Bastei eine „Sammler-Edition“ (1990–91), bei der jeweils zwei oder drei der Bastei-Alben zusammengefasst wurden, doch diese Edition wurde nach nur neun Sammelbänden abgebrochen.
Außerdem wurde im November 1984 im Goldmann Verlag als Buch der Roman Abenteuer in der Elfenwelt innerhalb der schwarzen Reihe Goldmann Fantasy veröffentlicht. Er ist eine Übersetzung des US-amerikanischen Romans Journey to Sorrow’s End von Wendy und Richard Pini und wurde von Lore Straßl übersetzt. Inhaltlich umfasst er eine Nacherzählung der ersten fünf Bastei-Comicalben mit der Schilderung der Suche der Wolfsreiter nach Sorgenend und der Vereinigung von Schnitter und Leetah, gibt jedoch viele ausführlichere Details und zusätzliche Hintergrundinformationen. Es gab zwei Auflagen, die komplett vergriffen sind.
Bei der Neuedition der ersten 37 Geschichten im Carlsen Verlag (1997–2000), ebenfalls unter dem Serien-Titel Abenteuer in der Elfenwelt, wurden jeweils zwei oder drei Bände der US-Serie in einem großformatigen, vierfarbigen Album zusammengefasst (teils in anderer Abfolge als in der Bastei-Sammleredition). Es erschienen bei Carlsen 20 Alben und der Jubiläums-Sonderband Die ersten 20 Jahre.
Dabei wurde sowohl bei Bastei als auch bei Carlsen in der fortlaufenden Nummerierung der Bände (1 bis 37 beziehungsweise 1 bis 20) jedoch keine Rücksicht auf die ursprüngliche Einteilung in eigentlich drei Serien genommen („Elfquest“, 1–20; Siege at Blue Mountain, 1–8; und Kings of the Broken Wheel, 1–9; lediglich der letzte Zyklus-Titel wurde von Bastei für Band 29–37 als Untertitel Die Könige des zerbrochenen Rades übernommen).

### Heftformat
Danach hat Carlsen alle Fortsetzungen der Erlebnisse des Elfenstammes nur noch im kleineren Heftformat, in dem immer sämtliche Elfquest-Geschichten in den USA erschienen waren, veröffentlicht:
- Anfangs nahm man dafür die US-amerikanischen Elfquest-Serienableger „Hidden Years“ und „Shards“, die man 1998–99 in 18 Heften unter dem Serien-Titel Elfquest – Neue Abenteuer in der Elfenwelt veröffentlichte. Bis auf das erste enthielt jedes Heft je ein Kapitel von jeder der beiden US-Serien, so dass man die beiden verschiedenen Handlungsstränge parallel verfolgen konnte. Diese 18 Hefte wurden später von Carlsen (in inhaltlich abweichender Reihenfolge) unter dem Titel Elfquest – Neue Abenteuer in der Elfenwelt in neun heftgroßen Alben neu aufgelegt.
- Einige der fehlenden Folgen der Reihe Hidden Years wurden bei Carlsen zunächst in zwei Heftausgaben als Elfquest – Special aufgelegt, später erschienen die fehlenden Folgen komplett als Elfquest – Die verborgenen Jahre in vier heftgroßen Alben, ergänzt um zwei Geschichten aus der US-Serie Blood of Ten Chiefs.
- Anschließend veröffentlichte Carlsen noch die beiden Kurzserien Zeit der Träume (im Original Dreamtime, 12 US-Hefte in vier deutschen Kleinalben ab 2002) und Kahvi (sechs US-Hefte in zwei deutschen Kleinalben ab 2003). Zuletzt erschien bei Carlsen 2005, kurz nach dem Erscheinen in den USA, der Band Der Sucher und das Schwert als heftgroßes Einzelalbum auch in Deutschland.

Die anderen US-amerikanischen Elfquest-Nebenserien New Blood (35 Hefte), Two Spear (5 Hefte), WaveDancers (sechs Hefte), Blood of Ten Chiefs (20 Hefte), The Rebels (12 Hefte) und Jink (12 Hefte) sind bisher nicht auf Deutsch erschienen. Der Carlsen Verlag plant aktuell auch nicht, weitere Elfquest-Bände auf Deutsch zu veröffentlichen.

## Die einzelnen deutschen Comics
Autoren von allen hier genannten Comics sind Richard und Wendy Pini.

### Abenteuer in der Elfenwelt

#### Erste deutsche Edition (Bastei)
1. Als die bösen Gnomen kamen[1]
2. Der Weg nach Sorgenend
3. Die Herausforderung
4. Das Lied der Wölfe
5. Im Sonnental
6. Die Suche beginnt
7. Der Trick der Trolle
8. Die Hände der Höhlenmaler
9. Der Magnetstein
10. Der verbotene Hain
11. In den Fängen der Vogelgeister
12. Auf der richtigen Spur
13. Das Geheimnis der Wolfsreiter
14. Der Sturz
15. Die Falle in den Bergen
16. Das Volk der Schnee-Elfen
17. Die erste Schlacht
18. Die Jagd nach dem verschollenen Schatz
19. Die Höhle des Sieges
20. Das Ende der Suche
21. Das Netz der Rache
22. Im Bann der Falkenreiter
23. Die Herrin der Vogelgeister
24. Die Schlacht am Blauen Berg
25. Der Fluch der Schwarzen Schlange
26. Die Höhle des Verrats
27. Im Labyrinth des Grauens
28. Die Stunde der Versöhnung
29. Der Fluch der alten Feindschaft
30. Im Berg der Trolle
31. Die Mutter der Wölfe
32. Schrei aus der Ferne
33. Die Welt der Verbannten
34. Schnee-Elfen und Falkenreiter
35. Der Baum der Erinnerung
36. Das Schloss unter den Sternen
37. Das Duell der Schatten

#### Bastei Sammler-Edition
1. Feuer und Flucht
2. Duell in Sorgenend
3. Frieden und Aufbruch
4. Trolle und Menschen
5. Vogelgeister und Dämonen
6. Jäger und Gejagte
7. Finten und Fallen
8. Wölfe und Falken
9. Kämpfe und Siege

#### Zweite deutsche Edition (Carlsen)
1. Durch das leere Land (ISBN 3-551-72991-3)
2. Die letzte Prüfung (ISBN 3-551-72992-1)
3. Die Suche beginnt (ISBN 3-551-72993-X)
4. Die Höhlenmaler (ISBN 3-551-72994-8)
5. Der Magnetstein (ISBN 3-551-72995-6)
6. Die Vogelgeister (ISBN 3-551-72996-4)
7. Das Geheimnis der Wolfsreiter (ISBN 3-551-72997-2)
8. Winnowills Rache (ISBN 3-551-72998-0)
9. Kampf gegen die Trolle (ISBN 3-551-72999-9)
10. Die Höhle des Sieges (ISBN 3-551-73000-8)
11. Das Ende der Suche (ISBN 3-551-73081-4)
12. Die Herrin der Vogelgeister (ISBN 3-551-73085-7)
13. Die Schlacht am Blauen Berg (ISBN 3-551-73086-5)
14. Im Bann der Schwarzen Schlange (ISBN 3-551-73087-3)
15. Die Stunde der Versöhnung (ISBN 3-551-73088-1)
16. Der Meister des Palastes (ISBN 3-551-73089-X)
17. Schrei aus der Ferne (ISBN 3-551-73094-6)
18. Die Verbannten (ISBN 3-551-73095-4)
19. Der Baum der Erinnerung (ISBN 3-551-73096-2)
20. Der Weg der Wolfsreiter (ISBN 3-551-73097-0)

### Elfquest – Die verborgenen Jahre
In der „Hidden Years“-Reihe erschienen einzelne Geschichten, die Lücken in den bereits erzählten Geschichten füllen, die Vorgeschichte der Elfenrasse erklären oder tiefere Einblicke in einzelne Charaktere bieten. Jede Geschichte ist in sich abgeschlossen, ein jedes Album umfasst 2 bis 4 US-Geschichten von unterschiedlichem Umfang.
1. Band (ISBN 3-551-76481-6) ohne Titel
2. Band (ISBN 3-551-76482-4) ohne Titel
3. Band (ISBN 3-551-76483-2) ohne Titel
4. Band (ISBN 3-551-76484-0) ohne Titel

### Elfquest – Die neuen Abenteuer
Hier wurden die Geschichten der amerikanischen „Shards“-Reihe komplett und der „Hidden Years“-Reihe ab Folge 10 herausgebracht, erst als 18 Hefte, dann als neun heftformatige Alben.
Inhalt: Der Stamm teilt sich in zwei Teile auf. Der eine Teil, angeführt von Schnitter, macht sich in „Shards“ auf die Suche nach den Scherben des Palastes; der andere Teil sucht unter Leitung von Schnitters Tochter Fünkchen ein neues Zuhause. Jedes deutsche Comicheft behandelt sowohl den einen als auch den anderen Handlungsstrang, sodass ein Gefühl der Gleichzeitigkeit vermittelt wird. In Amerika erschienen die beiden Stränge in getrennten Veröffentlichungen.
1. Band (ISBN 3-551-74441-6) ohne Titel
2. Band (ISBN 3-551-74442-4) ohne Titel
3. Band (ISBN 3-551-74443-2) ohne Titel
4. Band (ISBN 3-551-74444-0) ohne Titel
5. Band (ISBN 3-551-74445-9) ohne Titel
6. Band (ISBN 3-551-74446-7) ohne Titel
7. Band (ISBN 3-551-74447-5) ohne Titel
8. Band (ISBN 3-551-74448-3) ohne Titel
9. Band (ISBN 3-551-74449-1) ohne Titel

### Elfquest – Zeit der Träume
In diesem eigenen Zyklus erzählen die Wolfsreiter nacheinander, was sie in ihren Träumen während ihres jahrhundertelangen Schlafes beschäftigt hat.
1. Band (ISBN 3-551-74081-X) ohne Titel
2. Band (ISBN 3-551-74082-8) ohne Titel
3. Band (ISBN 3-551-74083-6) ohne Titel
4. Band (ISBN 3-551-74084-4) ohne Titel

### Elfquest – Kahvi
In diesem eigenständigen Zyklus geht es um die Erlebnisse von Kahvi, der legendären Anführerin der Schneeelfen.
1. Band (ISBN 3-551-77341-6) ohne Titel
2. Band (ISBN 3-551-77342-4) ohne Titel

### Einzelbände
- 1984: Goldmann Fantasy-Taschenbuch Abenteuer in der Elfenwelt (ISBN 3-442-23847-1), eine Roman-Nacherzählung der ersten fünf Bastei-Comicalben mit vielen Details, die im Comic zu kurz kamen (mit einigen seitengroßen Schwarzweiß-Bildern von Wendy Pini)
- 1998: Abenteuer in der Elfenwelt – Die ersten 20 Jahre (ISBN 3-551-73385-6), Carlsen-Sonderband mit unveröffentlichten Titelbildern, Interviews mit dem Autoren-Ehepaar, einigen Kurzcomics und Chronologie der Serie
- 2005: Elfquest – Der Sucher und das Schwert (ISBN 3-551-78184-2), eine abgeschlossene Comic-Einzelgeschichte

## Exklusivtitel im englischen Sprachraum

### Serien
- Blood of Ten Chiefs – eine Comic-Heftserie in 20 Teilen, die die Geschichten von Schnitters Vorfahren, den legendären „Zehn Häuptlingen“ der Wolfsreiter, und Schnitters eigene Jugendjahre näher behandelt.
- Wave Dancers – eine Heftserie in sechs Teilen über einen Elfenstamm, dessen Mitglieder sich an ein Leben im Meer angepasst haben. Ihre Geschichte spielt parallel, aber unabhängig von der Elfquest-Reihe um die Wolfsreiter.
- Elfquest: The Discovery – eine Kurzserie in vier Teilen über das Zusammentreffen der beiden Elfenstämme Wolfsreiter und Wave Dancers.
- Jink und The Rebels – zwei je 12-teilige Heftserien, die in der fernen Zukunft der Elfenwelt spielen, in der das Erbe der Wolfsreiter und ihrer Mitelfen noch lange nach ihrem Verschwinden von dieser Welt noch deutlich spürbar ist.

### Einzelbände
- Big Elfquest Gatherum (ISBN 0-936861-13-4) – ein ausführliches Buch „Hinter den Kulissen“ mit Interviews, Chronologie, Synopsis zu allen Elfquest-Serien und einigen Einzelzeichnungen von Wendy Pini (keine Comicgeschichten).
- Elfquest – The Official Role Playing Game (ISBN 0-933635-54-0) – Rollenspielbuch über die Suche nach den anderen Elfenstämmen.
- A Gift of Her Own (ISBN 0-936861-38-X) – mehr ein Märchenbuch, denn ein Comic, in dem die Wolfsreiter einem kleinen Menschenmädchen begegnen und ihr Vertrauen in ihr ureigenes verborgenes Talent erwecken. Die Geschichte wurde von Wendy Pini geschrieben und illustriert.
- Bedtime Stories (ISBN 0-936861-37-1) – eine Sammlung von Kurzgeschichten außerhalb des Serienkanons: Schnitter, Himmelweis und Leetah erzählen den Kindern Sonnenstrahl und Fünkchen Märchen, die zum Schluss zu ihrer eigenen Geschichte werden. Die Comics wurden von Gary Kato gezeichnet und basieren zum Teil auf den Märchen Hänsel und Gretel, Jack und die Bohnenstange, Rotkäppchen und Der Wunschring. Die letzte Geschichte „Ever After“ kombiniert die vorhergegangenen Geschichten zu einem eigenen Ende.

### Gesamtausgabe
Sämtliche Elfquest-Comicserien komplett, vom Anfang der Wolfsreiter bis hin zu allen Elfquest-Nebenserien, wurden 1998–2002 als Gesamtausgabe bei WaRP Graphics in insgesamt 31 Sammelbänden unter dem Titel „Elfquest Reader's Collection“ neu ediert.

## Verfilmung
Gerüchte über eine beabsichtigte Verfilmung der äußerst populären Elfquest-Comics sind seit Anfang der 1980er Jahre im Umlauf. Obwohl das Ehepaar Pini von Anfang an sehr an einer filmischen Umsetzung der „Abenteuer in der Elfenwelt“-Hauptserie interessiert war und mehrere Anläufe dazu unternahm – mehrere Exposés wurden von Wendy Pini fertiggestellt –, haben sich alle zerschlagen.
Zuletzt gab am 8. Juli 2008 die Filmfirma Warner Brothers bekannt, dass man zusammen mit Rawson Thurber die Elfquest-Reihe verfilmen wolle. Thurber soll dabei das Drehbuch schreiben, Regie führen und auch als Produzent fungieren. Dieses Projekt gilt seit Anfang 2012 als eingestellt.